# Troms og Finnmark
Troms og Finnmark (magyarul Troms és Finnmark, északi számiul Romsa ja Finnmárku) Norvégia egyik megyéje (fylke) az ország északi részén, Észak-Norvégia földrajzi régióban, melyet 2020. január 1-jén alapítottak. A megye egy közigazgatási reform eredménye, az egykori Troms megye, Finnmark megye, valamint a nordlandi Tjeldsund község összevonásával keletkezett. Az új megye közigazgatási központja Tromsøben található (az egykori Troms megye központja), azonban a megye kormányzójának hivatala Vadsøben helyezkedik el (az egykori Finnmark megye központja).
2019. január 1-jén Elisabeth Aspakert nevezték ki Troms og Finnmark megye kormányzójának, korábban Troms megye kormányzója volt.
Az egyesítés erősen népszerűtlen volt a lakosság körében, különösen az egykori Finnmark megyében. A megyében tartott, nem kötelező érvényű népszavazás során Finnmark megye lakosságának 87%-a az egyesítés ellen szavazott, ennek ellenére a Storting nem vonta vissza az összevonásról szóló döntését.

## Fordítás
- Ez a szócikk részben vagy egészben  a   Troms og Finnmark című angol Wikipédia-szócikk ezen változatának fordításán alapul.  Az eredeti cikk szerkesztőit annak laptörténete sorolja fel. Ez a jelzés csupán a megfogalmazás eredetét és a szerzői jogokat jelzi, nem szolgál a cikkben szereplő információk forrásmegjelöléseként.